# Salvie
Salvia (Salvia officinalis) este o plantă erbacee cu flori divers colorate, (mici) cultivată ca plantă medicinală sau decorativă, originară din sudul Europei și din regiunile mediteraneene. Este cunoscută și sub denumirile de jale, jaleș, salbie, șalvir, șalet sau șerlai. Salvia este o plantă din familia labiatelor, ea poate atinge o înălțime de 30-70 centimetri, florile ei violete sunt dispuse verticilat, deci în cerc, în jurul unei axe comune iar frunzele sale opozite, alb-lânoase sclipesc argintiu și emană un parfum ușor amar, aromatic. 
Înflorește din al doilea an, având florile poziționte în spiculețe.
Frunzele de salvie conțin până la 2,5% ulei esențial.
Denumirea derivă din cuvântul latinesc "salvare" (a vindeca, a însănătoși). Specie endemică, întâlnită în Maramureș, Transilvania, Muntenia.
Este o plantă erbacee perenă; hemicriptofită.

## Caractere morfologice
- Tulpina: cu patru muchii, puțin ramificată în partea superioară, cu peri (perii glanduloși se află în partea superioară)
- Frunzele: simple, dispuse opus și decusat, câte 3-5 perechi, dens-alipit-albicios-păroase pe partea dorsală.
- Florile: grupate câte 2-6 în ventricule protejate de bractee; corola bilabiata, labilul superior puternic boltit depășește de 3 ori caliciul; androceul cu 2 stamine, ovar superior.
- Înflorirea: iunie-august
- Polenizarea: entomofilă
- Fructul: de tip tetrachenă, închis în caliciul persistent; achenele globuloase, glabre.